# More ABBA Gold: More ABBA Hits
A More ABBA Gold: More ABBA Hits a svéd ABBA együttes 1993-ban megjelent válogatásalbuma, mely a világszerte sikeres Gold: Greatest Hits című válogatásalbumot követi. A válogatásalbumból 3 millió példányt értékesítettek a megjelenés évében.
Míg a Gold: Greatest Hits című válogatásalbum, mind a 19 dala slágerlistás helyezettek voltak, és nagy népszerűségnek örvendettek, a More ABBA Gold: More ABBA Hits című lemezre felkerült néhány olyan dal is, mely nemzetközileg szintén elismerést szerzett, úgy mint a "Summer Night City" az " I Do I Do I Do I Do" vagy az "Angeleyes" című slágerek, azonban szerepel a lemezen néhány kevésbé sikeres, vagy ismert dal is, mint a "Head over Heels" vagy a "The Day Before You Came" című dalok. Illetve a korábban nem szerepelt "I am the City" című dal, melyet az együttes feloszlása előtt 1982-ben rögzítettek, és B. oldalas kislemezként jelent meg korábban.
Az albumot 1999-ben remaszterelték, illetve 2008-ban is kiadták, hogy egybeessen a Mamma Mia! című film megjelenésével.

## Újrakiadás
Ugyanúgy, mint a Gold: Greatest Hits című válogatásalbumot, így a More ABBA Gold: More ABBA Hits remasterelt változatát is megjelentették 1999-ben. A "The Visitors" című dal 4:27 perces változata helyett az 5:46 perces verzió jelent meg az újrakiadáson, míg a "Lovelight" című dal 3:18 perces alternative mix verziója helyett az 1979-es 3:46 perces változat került fel a lemezre.
2008-ban az albumot ismét kiadták egy másfajta hátlappal, és lemezcímkével.

## Számlista
|     | Cím                                                             | Szerző(k)                                            | Hossz     |
| --- | --------------------------------------------------------------- | ---------------------------------------------------- | --------- |
| 1.  | Summer Night City                                               |                                                      | 3:34      |
| 2.  | Angeleyes                                                       |                                                      | 4:20      |
| 3.  | The Day Before You Came                                         |                                                      | 5:51      |
| 4.  | Eagle (Single Edit) / (Edited Version az 1999-es újrakiadáson)) |                                                      | 4:26      |
| 5.  | I Do, I Do, I Do, I Do, I Do                                    | Andersson, Stig Anderson, Ulvaeus                    | 3:16      |
| 6.  | So Long                                                         |                                                      | 3:06      |
| 7.  | Honey, Honey                                                    | Andersson, Anderson, Ulvaeus                         | 2:55      |
| 8.  | The Visitors (US Promo Edit - Album Version az újrakidáson)     |                                                      | 4:27/5:46 |
| 9.  | Our Last Summer                                                 |                                                      | 4:19      |
| 10. | On and On and On                                                |                                                      | 3:38      |
| 11. | Ring Ring                                                       | Andersson, Anderson, Ulvaeus, Neil Sedaka, Phil Cody | 3:03      |
| 12. | I Wonder (Departure)                                            | Andersson, Anderson, Ulvaeus                         | 4:37      |
| 13. | Lovelight (Alternate Mix - Original Mix used for reissues)      |                                                      | 3:18/3:46 |
| 14. | Head over Heels                                                 |                                                      | 3:45      |
| 15. | When I Kissed the Teacher                                       |                                                      | 3:01      |
| 16. | I Am the City (Korábban nem jelent meg)                         |                                                      | 4:01      |
| 17. | Cassandra                                                       |                                                      | 4:50      |
| 18. | Under Attack                                                    |                                                      | 3:48      |
| 19. | When All Is Said and Done                                       |                                                      | 3:18      |
| 20. | The Way Old Friends Do                                          |                                                      | 2:53      |

## Slágerlista

### Heti összesítések
| Slágerlista (1993)                  | Legjobb helyezések |
| ----------------------------------- | ------------------ |
| Ausztrália Austrian Albums Chart    | 7                  |
| Magyarország Hungarian Albums Chart | 16                 |
| Hollandia Netherlands Albums Chart  | 10                 |
| Norvégia Norwegian Albums Chart     | 7                  |
| Svájc Swiss Albums Chart            | 13                 |
| Németország German Albums Chart     | 9                  |
| Egyesült Királyság UK Albums Chart  | 13                 |

| Slágerlista (1999)              | Legjobb helyezés |
| ------------------------------- | ---------------- |
| Svédország Swedish Albums Chart | 3                |

| Slágerlista (2008)                      | Legjobb helyezés |
| --------------------------------------- | ---------------- |
| Ausztrália Australian Albums Chart      | 38               |
| Belgium Belgian (Flanders) Albums Chart | 78               |
| Belgium Belgian (Wallonia) Albums Chart | 60               |
| Franciaország French Compilations Chart | 35               |
| Írország Irish Albums Chart             | 44               |

| Slágerlista (2010)              | Legjobb helyezés |
| ------------------------------- | ---------------- |
| Finnország Finnish Albums Chart | 38               |

## Minősítések
| Ország                   | Minősítés | Eladások |
| ------------------------ | --------- | -------- |
| Ausztria (IFPI Austria)  | arany     | 25.000   |
| Kanada (Music Canada)    | arany     | 50.000   |
| Franciaország (SNEP)     | arany     | 100.000  |
| Németország (BVMI)       | arany     | 250.000  |
| Svédország (GLF)         | platina   | 100.000  |
| Svájc (IFPI Switzerland) | platina   | 50.000   |
| Egyesült Királyság (BPI) | platina   | 300.000  |